# Hyposidra decipiens
Hyposidra decipiens là một loài bướm đêm trong họ Geometridae.